# Aeolacris bella
Aeolacris bella är en insektsart som beskrevs av Rehn, J.A.G. 1909. Aeolacris bella ingår i släktet Aeolacris och familjen Romaleidae. Inga underarter finns listade i Catalogue of Life.